# La Cisnera
La Cisnera es una de las entidades de población que conforman el municipio de Arico, en la provincia de Santa Cruz de Tenerife —Canarias, España—. 

## Geografía
Se encuentra situado a ambos lados de la carretera TF-28 en la zona alta del municipio, a unos dos kilómetros del casco urbano de Villa de Arico. Alcanza una altitud media de 960 m s. n. m., aunque el núcleo urbano se halla a unos 550 m s. n. m.
En su superficie se incluye parte del parque natural de la Corona Forestal y del monte de utilidad pública Contador y Cumbre.
A partir de 2007 la población se repartió en los núcleos de San Diego y San José.
La localidad cuenta con el colegio público Clotilde Hernández Marrero, la iglesia de san José obrero, una plaza pública, un tanatorio municipal, un centro sociocultural, un parque infantil, una gasolinera, un polideportivo, así como con bares, restaurantes y otros pequeños comercios.
En la parte baja de la localidad se ubica parte de la Planta Insular de Residuos Sólidos ―PIRS―.

## Historia
El caserío existe por lo menos desde el siglo xviii, pues el historiador tinerfeño José de Viera y Clavijo lo nombra como pago de Arico en su obra Noticias de la historia general de las Islas Canarias.
A mediados del siglo xix el núcleo estaba ya relativamente consolidado:

CISNERA. Aldea situada en término jurisdiccional de Arico, (…). Dista de la cabeza del distrito municipal 1 kilómetro 251 metros; y consta de 20 edificios de un piso, 2 de dos y 4 chozas ú hogares habitados 21 constantemente por 26 vecinos 140 almas, 3 temporalmente y 2 inhabitados.
Pedro de Olive, 1865.

La iglesia de san José fue construida en 1978.

## Demografía
| Año        | 2000 | 2005 | 2010 | 2015 | 2020 |
| ---------- | ---- | ---- | ---- | ---- | ---- |
| Habitantes | 684  | 706  | 695  | 658  | 631  |

## Comunicaciones
Se accede al barrio principalmente a través de la carretera general del Sur TF-28.

### Transporte público
El barrio cuenta con parada de taxis situada en la carretera TF-28 en su intersección con la carretera de La Cisnera.
En autobús —guagua— queda conectado mediante las siguientes líneas de TITSA:
| Línea | Trayecto                                              | Recorrido     |
| ----- | ----------------------------------------------------- | ------------- |
| 034   | El Tablado - Granadilla de Abona (por Fasnia y Arico) | Horario/Línea |
| 035   | Güímar - Granadilla de Abona (por Fasnia y Arico)     | Horario/Línea |
| 036   | Güímar - Granadilla de Abona (por TF-1 y Los Roques)  | Horario/Línea |
| 039   | Güímar - Granadilla de Abona (por TF-1 y El Tablado)  | Horario/Línea |
| 430   | Granadilla - San Isidro - Villa de Arico - El Porís   | Horario/Línea |